# 弧矢二
弧矢二（η Cma，η Canis Majoris）位於星座的大犬座。它的傳統名稱源自阿拉伯语عذرا al-‘aðrā，英文是Aludra。自1943年起，它的光譜被作為此類恆星光譜分類的參考標準之一。
在阿拉伯，عذرا al-‘aðrā的意思是"處女"，弧矢七（大犬座ε）、弧矢一（大犬座δ）和軍市增五（大犬座ο2）在阿拉伯文中合稱為Al ʽAdhārā（ألعذاري）。
在中國屬於井宿下的星官弧矢，意思是弓和箭。這個星官還包括弧矢一（大犬座δ）、弧矢三（HD 63032）、HD 65456（弧矢四）、弧矢五（船尾座ο）、船尾座κ（弧矢六）、弧矢七（大犬座ε）、大犬座κ（弧矢八）和弧矢九（船尾座π）。

## 性質
弧矢二儘管離地球有一段距離，但因為它的本質（絕對星等）非常明亮，是太陽的許多倍，所以看起來依然很亮。它是顆藍白色的超巨星，光譜類型為B5Ia，光度是太陽的176,000倍，直徑約是太陽的80倍。Hohle和他的同事利用視差、消光和光譜分析，測出它的質量是太陽的19.19倍，亮度是太陽的105,442倍。它的年齡還只是太陽的一部分，但已經在生命的最後階段。它還在繼續膨脹中，可能成為一顆紅巨星，但也可能已經通過這一階段。但無論是何種狀況，在未來的數百萬年它都將成為超新星。
弧矢二是一顆天鵝座α型變星，它的亮度以4.7天的週期，在+2.38至+2.48等之間變化。

## 同名物
美國海軍有兩艘巨爵級貨船，USS Aludra (AF-55)和USS Aludra (AK-72)，以這顆恆星命名。